# نگ وینگ کوم
نگ وینگ کوم (انگلیسی: Ng Wing Kum؛ زادهٔ ۶ مهٔ ۱۹۸۴) بازیکن فوتبال است.
وی همچنین در تیم‌های ملی فوتبال زنان هنگ کنگ و Hong Kong women's national futsal team بازی کرده‌است.